# IA5STRING
IA5String — ограниченный строковый тип данных в языке ASN.1.
Согласно спецификации базовой нотации ASN.1 (Рекомендация МСЭ-Т X.680), данный строковый тип использует набор из 128 символов стандарта ISO/IEC 646 (технически эквивалентен Рекомендации МСЭ-Т T.50 (Международный справочный алфавит), ранее известной как Рекомендация МККТТ V.3 (Международный алфавит № 5)), международная ссылочная версия которого (начиная с редакции 1991 года) полностью совпадает с ASCII, а национальные варианты — незначительно отличаются от него.